# توماس لونش رايموند
توماس لونش رايموند (بالإنجليزية: Thomas Lynch Raymond)‏ هو سياسي أمريكي، ولد في 7 أبريل 1875 في الولايات المتحدة، وتوفي في 4 أكتوبر 1928 في نيوآرك في الولايات المتحدة. حزبياً، نشط في الحزب الجمهوري.